# Atelopus tricolor
Atelopus tricolor är en groddjursart som beskrevs av George Albert Boulenger 1902. Atelopus tricolor ingår i släktet Atelopus och familjen paddor. IUCN kategoriserar arten globalt som sårbar. Inga underarter finns listade.